# Mario Garbuglia
Mario Garbuglia est un chef décorateur italien, né le 27 mai 1927 à Civitanova Marche (Marches), mort le 31 mars 2010 à Rome.

## Biographie
Collaborateur constant de Luchino Visconti et de Mario Monicelli, Mario Garbuglia a travaillé également avec Mauro Bolognini, Vittorio De Sica, Serge Bondartchouk, Terence Young, Nikita Mikhalkov. 
Il a obtenu plusieurs Nastri d'argento (« Rubans d'argent ») du meilleur décor, notamment pour Le Guépard et Violence et Passion de Visconti.

## Filmographie
- 1950 : Femmes sans nom (Donne senza nome)
- 1950 : Je suis de la revue (Botta e risposta)
- 1952 : Les Fiancés de Rome -Le ragazze di piazza di Spagna) de Luciano Emmer
- 1954 : Madame Butterfly (Madama Butterfly)
- 1954 : L'Amour au collège (Terza liceo)
- 1954 : Prisonnière des ténèbres (La cieca di Sorrento)
- 1954 : Dommage que tu sois une canaille (Peccato che sia una canaglia)
- 1954 : L'Art de se débrouiller (L'arte di arrangiarsi)
- 1957 : Les Nuits blanches (Le notti bianche)
- 1957 : Le Fils du cheik (Gli amanti del deserto)
- 1959 : Débrouillez-vous ! (Arrangiatevi) de Mauro Bolognini
- 1959 : La Grande Guerre (La grande guerra)
- 1960 : Rocco et ses frères (Rocco e i suoi fratelli)
- 1960 : Sous dix drapeaux (Sotto dieci bandiere)
- 1961 : Le Meilleur Ennemi (I due nemici)
- 1962 : Boccace 70 (Boccaccio '70)
- 1962 : Le Désordre (Il disordine) de Franco Brusati
- 1963 : Le Guépard (Il Gattopardo)
- 1963 : Les Camarades (I compagni)
- 1964 : La mia signora
- 1965 : Sandra (Vaghe stelle dell’Orsa)
- 1965 : Casanova '70
- 1966 : Le renard s'évade à trois heures (Caccia alla volpe)
- 1966 : Ramdam à Rio (Se tutte le donne del mondo)
- 1967 : Les Sorcières (Le streghe)
- 1967 : L'Étranger (Lo straniero)
- 1968 : Caprice à l'italienne (Capriccio all'italiana )
- 1968 : Barbarella
- 1970 : Waterloo
- 1970 : Brancaleone s'en va-t'aux croisades (Brancaleone alle crociate )
- 1971 : Mortadella (La mortadella)
- 1972 : Cosa Nostra (The Valachi Papers)
- 1973 : La Cinquième offensive (Sutjeska )
- 1973 : Chino (Valdez, il mezzosangue)
- 1973 : Poussière d'étoiles (Polvere di stelle)
- 1973 : Les Amazones (Le guerriere dal seno nudo )
- 1974 : Violence et Passion (Gruppo di famiglia in un interno)
- 1975 : Double Jeu
- 1976 : L'Innocent (L'innocente)
- 1977 : Orca
- 1977 : La Maîtresse légitime (Mogliamante)
- 1978 : La Cage aux folles
- 1981 : La Dame aux camélias (La storia vera della signora dalle camelie )
- 1981 : Le Lion du désert (Lion of the Desert )
- 1981 : La Désobéissance (La disubbidienza )
- 1983 : Don Camillo
- 1985 : La donna delle meraviglie
- 1985 : Le Neveu de Beethoven
- 1985 : La Cage aux folles 3
- 1987 : Les Yeux noirs (Oci ciornie )
- 1987 : Julia et Julia (Giulia e Giulia )
- 1990 : L'avaro
- 1991 : Le Diable à quatre (Caccia alla vedova )
- 1994 : Petit papa baston (Botte di Natale )
- 2000 : Il cielo cade

## Distinctions
BAFTA Award
- 1971 : Waterloo

Prix David di Donatello
- 1981 : La Dame aux camélias

Nastro d'argento
- 1960 : La Grande Guerre
- 1964 : Le Guépard
- 1975 : Violence et Passion
- 1981 : La Dame aux camélias